# Полугруппа операторов
Полугруппа операторов — однопараметрическое семейство линейных ограниченных операторов в банаховом пространстве. Теория полугрупп операторов возникла в середине XX века в работах таких известных математиков, как Хилле (англ. Einar Hille), Филлипса (англ. Ralph Saul Phillips), Иосиды, Феллера. Основные применения этой теории: абстрактные задачи Коши, параболические уравнения, случайные процессы.

## Определение
Пусть {\displaystyle X} — банахово пространство. Полугруппой операторов {\displaystyle \{T_{t}\}_{t\geqslant 0}} в пространстве
{\displaystyle X} называется семейство ограниченных операторов {\displaystyle T_{t}:X\to X}, {\displaystyle t\geqslant 0}, удовлетворяющее
следующим свойствам:
1. {\displaystyle T_{t}T_{s}=T_{t+s}}, где умножение операторов есть композиция этих отображений.
2. {\displaystyle T_{0}=I}, где {\displaystyle I} есть единичный оператор в пространстве {\displaystyle X}.

Из определения полугруппы следует, что для любой полугруппы существуют такие константы {\displaystyle M>0,\alpha \in R}, что:
{\displaystyle \|T_{t}\|\leqslant Me^{\alpha t}.}

## Генератор полугруппы
Центральным понятием в теории полугрупп операторов является понятие генератора полугруппы. Генератором полугруппы или инфинитезимальным производящим оператором полугруппы {\displaystyle T_{t}} называется оператор
{\displaystyle A:X\supset D(A)\to X}
{\displaystyle A\varphi =\lim \limits _{t\to 0}{\frac {T_{t}\varphi -\varphi }{t}},\ \varphi \in D(A),}
где область определения {\displaystyle D(A)} определяется как множество таких элементов, что данный предел существует.
Генератор полугруппы есть линейный, вообще говоря, неограниченный оператор. Если полугруппа сильнонепрерывна, то область определения генератора является плотной в {\displaystyle X}, а сам генератор есть замкнутый оператор. С другой стороны не каждый замкнутый, плотно определенный оператор является генератором полугруппы. Генератор однозначно определяется по полугруппе; генератор однозначно определяет полугруппу, если она сильнонепрерывна.

## Виды полугрупп
В зависимости от гладкости по параметру рассматриваются различные виды полугрупп.
Полугруппа {\displaystyle T_{t}} называется равномернонепрерывной, если выполнено следующее условие:
{\displaystyle \lim \limits _{t\to s}\|T_{t}-T_{s}\|=0},
где предел понимается в смысле операторной топологии.
Полугруппа {\displaystyle T_{t}} называется {\displaystyle C_{0}}-полугруппой или сильно непрерывной полугруппой, если выполнено условие:
{\displaystyle \lim \limits _{t\to s}\|T_{t}\varphi -T_{s}\varphi \|_{X}=0},
для любого фиксированного элемента {\displaystyle \varphi \in X}.
Большую роль в приложениях играют сжимающие полугруппы. Сильно непрерывная полугруппа называется сжимающей если выполнено следующее условие:
{\displaystyle \|T_{t}\|\leqslant 1}.
Сильно непрерывная полугруппа {\displaystyle T_{t}} называется аналитической полугруппой, если она может быть аналитически продолжена в некоторый сектор
{\displaystyle \Delta _{\delta }=\{\lambda \in C:|arg\lambda |<\delta ,Re\lambda >0\},\quad 0<\delta \leqslant \pi /2},
таким образом, что {\displaystyle T_{\lambda }} непрерывна в {\displaystyle {\overline {\Delta }}_{\delta }}.

## Критерии для генераторов полугрупп
Линейный оператор {\displaystyle A} в пространстве {\displaystyle X} порождает равномерно непрерывную полугруппу тогда и только тогда, когда
{\displaystyle A} является ограниченным оператором. Отсюда следует, что в конечномерных пространствах все полугруппы являются равномерно непрерывными.
Критерием для генератора сильно непрерывной полугруппы является следующая теорема: линейный оператор {\displaystyle A} является генератором сильно непрерывной полугруппы тогда и только тогда, когда выполнены следующие условия:
1. Оператор {\displaystyle A} замкнутый.
2. Область определения {\displaystyle D(A)} плотно в {\displaystyle X}.
3. Существует такое {\displaystyle \lambda _{0}}, что все числа {\displaystyle \lambda \geqslant \lambda _{0}} являются резольвентными для оператора {\displaystyle A}.
4. Существует такая константа {\displaystyle c_{1}>0}, что для всех {\displaystyle \lambda >\lambda _{0}} выполнено неравенство

{\displaystyle \|(\lambda I-A)^{-k}\|\leqslant {\frac {c_{1}}{(\lambda -\lambda _{0})^{k}}},\quad k=1,2,\dots }
Если вместо условия 4) выполнено условие
{\displaystyle \|\lambda I-A\|\leqslant {\frac {1}{\lambda -\lambda _{0}}},}
то оператор {\displaystyle A} также будет генератором сильно непрерывной полугруппой. Случай {\displaystyle \lambda _{0}=0} известен как теорема Хилле — Иосиды: линейный оператор {\displaystyle A} является генератором сжимающей полугруппы тогда и только тогда, когда выполнены следующие условия:
1. Оператор {\displaystyle A} замкнутый.
2. Область определения {\displaystyle D(A)} плотно в {\displaystyle X}.
3. Все числа {\displaystyle \lambda \geqslant 0} являются резольвентными для оператора {\displaystyle A}.
4. Для всех {\displaystyle \lambda >0} выполнено неравенство:
{\displaystyle \|\lambda I-A\|\leqslant {\frac {1}{\lambda }},}

Для того, чтобы генератор сильно непрерывной полугруппы {\displaystyle A} был генератором аналитической полугруппы необходимо потребовать значительно больших условий на спектр оператора {\displaystyle A}.
Оператор {\displaystyle A} является генератором аналитической полугруппы тогда и только тогда, когда
существуют числа {\displaystyle \pi /2<\omega \leqslant \pi } и {\displaystyle q\geqslant 0}, что множество
{\displaystyle \Omega _{q,\omega }=\{\lambda \in C:Re\lambda >\omega ,|\lambda |>q\}} свободно от спектра оператора
{\displaystyle A} и выполнено неравенство
{\displaystyle \|(\lambda I-A)^{-1}\|\leqslant {\frac {c_{2}}{|\lambda |}},\quad \lambda \in \Omega _{q,\omega },}
где константа {\displaystyle c_{2}>0} не зависит от {\displaystyle \lambda }.
Ещё один эквивалентный критерий для генератора аналитической полугруппы — генератор
сильно непрерывной полугруппы является генератором аналитической полугруппы, если
{\displaystyle \|tAT_{t}\varphi \|_{X}\leqslant C,\quad \varphi \in X,\ t>0,}
где {\displaystyle C>0} — константа, независящая от {\displaystyle t}.